# Campeonato Europeo de Balonmano Masculino de 2008
El VIII Campeonato Europeo de Balonmano Masculino se celebró en Noruega entre el 17 y el 27 de enero de 2008 bajo la organización de la Federación Europea de Balonmano (EHF) y la Federación Noruega de Balonmano.

## Sedes
| Grupo       | Ciudad      | Instalación           | Capacidad |
| ----------- | ----------- | --------------------- | --------- |
| A y I       | Stavanger   | Stavanger Idrettshall | 7000      |
| B           | Drammen     | Drammenshallen        | 4200      |
| C           | Bergen      | Haukelandshallen      | 4000      |
| D y II      | Trondheim   | Trondheim Spektrum    | 4200      |
| Ronda final | Lillehammer | Pabellón Håkon        | 10 000    |

## Grupos
| Grupo A         | Grupo B    | Grupo C     | Grupo D    |
| --------------- | ---------- | ----------- | ---------- |
| Croacia         | Dinamarca  | España      | Francia    |
| Eslovenia       | Rusia      | Hungría     | Islandia   |
| Polonia         | Noruega    | Alemania    | Eslovaquia |
| República Checa | Montenegro | Bielorrusia | Suecia     |

## Primera fase
Los primeros tres de cada grupo alcanzan la fase principal. Los equipos restantes juegan entre sí por los puestos 13 a 16.

### Grupo A
| Equipo          | J | G | E | P | GF | GC | DG  | PTS |
| --------------- | - | - | - | - | -- | -- | --- | --- |
| Croacia         | 3 | 3 | 0 | 0 | 91 | 77 | +14 | 6   |
| Polonia         | 3 | 2 | 0 | 1 | 93 | 89 | +4  | 4   |
| Eslovenia       | 3 | 1 | 0 | 2 | 85 | 94 | -9  | 2   |
| República Checa | 3 | 0 | 0 | 3 | 88 | 97 | -9  | 0   |

- Resultados

| Fecha | Hora² | Partido¹        | Partido¹ | Partido¹        | Resultado |
| ----- | ----- | --------------- | -------- | --------------- | --------- |
| 17.01 | 18:15 | Eslovenia       | -        | República Checa | 34-32     |
| 17.01 | 20:15 | Croacia         | -        | Polonia         | 32-27     |
| 18.01 | 18:15 | República Checa | -        | Croacia         | 26-30     |
| 18.01 | 20:15 | Polonia         | -        | Eslovenia       | 33-27     |
| 20.01 | 15:15 | Polonia         | -        | República Checa | 33-30     |
| 20.01 | 17:15 | Croacia         | -        | Eslovenia       | 29-24     |

- (¹) -  Todos en Stavanger
- (²) -  Hora local de Noruega (UTC+1)

### Grupo B
| Equipo     | J | G | E | P | GF | GC | DG  | PTS |
| ---------- | - | - | - | - | -- | -- | --- | --- |
| Noruega    | 3 | 3 | 0 | 0 | 86 | 69 | +17 | 6   |
| Dinamarca  | 3 | 2 | 0 | 1 | 89 | 79 | +10 | 4   |
| Montenegro | 3 | 0 | 1 | 2 | 71 | 84 | -13 | 1   |
| Rusia      | 3 | 0 | 1 | 2 | 74 | 88 | -14 | 1   |

- Resultados

| Fecha | Hora² | Partido¹   | Partido¹ | Partido¹   | Resultado |
| ----- | ----- | ---------- | -------- | ---------- | --------- |
| 17.01 | 17:00 | Rusia      | -        | Montenegro | 25-25     |
| 17.01 | 19:15 | Dinamarca  | -        | Noruega    | 26-27     |
| 18.01 | 18:15 | Noruega    | -        | Rusia      | 32-21     |
| 18.01 | 20:15 | Montenegro | -        | Dinamarca  | 24-32     |
| 20.01 | 17:15 | Dinamarca  | -        | Rusia      | 31-28     |
| 20.01 | 19:15 | Noruega    | -        | Montenegro | 27-22     |

- (¹) -  Todos en Drammen
- (²) -  Hora local de Noruega (UTC+1)

### Grupo C
| Equipo      | J | G | E | P | GF | GC  | DG  | PTS |
| ----------- | - | - | - | - | -- | --- | --- | --- |
| Hungría     | 3 | 2 | 0 | 1 | 90 | 82  | +8  | 4   |
| España      | 3 | 2 | 0 | 1 | 94 | 88  | +6  | 4   |
| Alemania    | 3 | 2 | 0 | 1 | 84 | 80  | +4  | 4   |
| Bielorrusia | 3 | 0 | 0 | 3 | 83 | 101 | -18 | 0   |

- Resultados

| Fecha | Hora² | Partido¹    | Partido¹ | Partido¹    | Resultado |
| ----- | ----- | ----------- | -------- | ----------- | --------- |
| 17.01 | 17:15 | Alemania    | -        | Bielorrusia | 34-26     |
| 17.01 | 19:15 | España      | -        | Hungría     | 28-35     |
| 19.01 | 18:10 | Hungría     | -        | Alemania    | 24-28     |
| 19.01 | 20:15 | Bielorrusia | -        | España      | 31-36     |
| 20.01 | 16:30 | España      | -        | Alemania    | 30-22     |
| 20.01 | 18:30 | Hungría     | -        | Bielorrusia | 31-26     |

- (¹) -  Todos en Bergen
- (²) -  Hora local de Noruega (UTC+1)

### Grupo D
| Equipo     | J | G | E | P | GF | GC  | DG  | PTS |
| ---------- | - | - | - | - | -- | --- | --- | --- |
| Francia    | 3 | 3 | 0 | 0 | 90 | 76  | +14 | 6   |
| Suecia     | 3 | 2 | 0 | 1 | 89 | 72  | +17 | 4   |
| Islandia   | 3 | 1 | 0 | 2 | 68 | 76  | -8  | 2   |
| Eslovaquia | 3 | 0 | 0 | 3 | 78 | 101 | -23 | 0   |

- Resultados

| Fecha | Hora² | Partido¹   | Partido¹ | Partido¹   | Resultado |
| ----- | ----- | ---------- | -------- | ---------- | --------- |
| 17.01 | 18:15 | Francia    | -        | Eslovaquia | 32-31     |
| 17.01 | 20:15 | Islandia   | -        | Suecia     | 19-24     |
| 19.01 | 18:15 | Eslovaquia | -        | Islandia   | 22-28     |
| 19.01 | 20:15 | Suecia     | -        | Francia    | 24-28     |
| 20.01 | 16:15 | Eslovaquia | -        | Suecia     | 25-41     |
| 20.01 | 18:15 | Francia    | -        | Islandia   | 30-21     |

- (¹) -  Todos en Trondheim
- (²) -  Hora local de Noruega (UTC+1)

## Segunda fase
Los primeros tres equipos de los grupos A y B juegan entre sí en el grupo I y los primeros tres de los grupos C y D en el grupo II. Cada equipo conserva los puntos obtenidos con sus rivales anteriores también clasificados. 

### Grupo I
| Equipo     | J | G | E | P | GF  | GC  | DG  | PTS |
| ---------- | - | - | - | - | --- | --- | --- | --- |
| Dinamarca  | 5 | 4 | 0 | 1 | 152 | 120 | +32 | 8   |
| Croacia    | 5 | 3 | 1 | 1 | 138 | 130 | +8  | 7   |
| Noruega    | 5 | 2 | 2 | 1 | 130 | 128 | +2  | 6   |
| Polonia    | 5 | 2 | 1 | 2 | 149 | 142 | +7  | 5   |
| Eslovenia  | 5 | 2 | 0 | 3 | 138 | 148 | -10 | 4   |
| Montenegro | 5 | 0 | 0 | 5 | 124 | 163 | -39 | 0   |

- Resultados

| Fecha | Hora² | Partido¹  | Partido¹ | Partido¹   | Resultado |
| ----- | ----- | --------- | -------- | ---------- | --------- |
| 22.01 | 16:15 | Eslovenia | -        | Montenegro | 31-29     |
| 22.01 | 18:15 | Croacia   | -        | Dinamarca  | 20-30     |
| 22.01 | 20:15 | Polonia   | -        | Noruega    | 24-24     |
| 23.01 | 16:15 | Croacia   | -        | Montenegro | 34-26     |
| 23.01 | 18:15 | Polonia   | -        | Dinamarca  | 26-36     |
| 23.01 | 20:15 | Eslovenia | -        | Noruega    | 33-29     |
| 24.01 | 16:15 | Polonia   | -        | Montenegro | 39-23     |
| 24.01 | 18:15 | Eslovenia | -        | Dinamarca  | 23-28     |
| 24.01 | 20:15 | Croacia   | -        | Noruega    | 23-23     |

- (¹) -  Todos en Stavanger
- (²) -  Hora local de Noruega (UTC+1)

### Grupo II
| Equipo   | J | G | E | P | GF  | GC  | DG  | PTS |
| -------- | - | - | - | - | --- | --- | --- | --- |
| Francia  | 5 | 4 | 0 | 1 | 140 | 126 | +14 | 8   |
| Alemania | 5 | 3 | 0 | 2 | 139 | 136 | +3  | 6   |
| Suecia   | 5 | 2 | 1 | 2 | 131 | 131 | 0   | 5   |
| Hungría  | 5 | 2 | 1 | 2 | 145 | 147 | -2  | 5   |
| España   | 5 | 2 | 0 | 3 | 144 | 138 | +6  | 4   |
| Islandia | 5 | 1 | 0 | 4 | 129 | 150 | -21 | 2   |

- Resultados

| Fecha | Hora² | Partido¹ | Partido¹ | Partido¹ | Resultado |
| ----- | ----- | -------- | -------- | -------- | --------- |
| 22.01 | 16:30 | Alemania | -        | Islandia | 35-27     |
| 22.01 | 18:30 | España   | -        | Francia  | 27-28     |
| 22.01 | 20:30 | Hungría  | -        | Suecia   | 27-27     |
| 23.01 | 16:15 | España   | -        | Suecia   | 26-27     |
| 23.01 | 18:15 | Alemania | -        | Francia  | 23-26     |
| 23.01 | 20:15 | Hungría  | -        | Islandia | 28-36     |
| 24.01 | 15:20 | España   | -        | Islandia | 33-26     |
| 24.01 | 17:20 | Hungría  | -        | Francia  | 31-28     |
| 24.01 | 19:20 | Alemania | -        | Suecia   | 31-29     |

- (¹) -  Todos en Trondheim
- (²) -  Hora local de Noruega (UTC+1)

## Fase final
|  | Semifinales | Semifinales |    |          | Final         | Final |  |
|  |             |             |    |          |               |       |  |
|  |             |             |    |          |               |       |  |
|  |             |             |    |          |               |       |  |
|  | Dinamarca   | 26          |    |          |               |       |  |
|  | Alemania    | 25          |    |          |               |       |  |
|  |             |             |    |          |               |       |  |
|  |             |             |    |          |               |       |  |
|  |             |             |    |          | Dinamarca     | 24    |  |
|  |             | Croacia     | 20 |          |               |       |  |
|  |             |             |    |          |               |       |  |
|  |             |             |    |          |               |       |  |
|  |             |             |    |          | Tercer Puesto |       |  |
|  |             |             |    |          |               |       |  |
|  | Francia     | 23          |    | Alemania | 26            |       |  |
|  | Croacia     | 24          |    |          | Francia       | 36    |  |

### Semifinales
| Fecha | Hora² | Partido¹  | Partido¹ | Partido¹ | Resultado |
| ----- | ----- | --------- | -------- | -------- | --------- |
| 26.01 | 15:30 | Francia   | -        | Croacia  | 23-24     |
| 26.01 | 18:00 | Dinamarca | -        | Alemania | 26-25     |

- (¹) -  En Lillehammer
- (²) -  Hora local de Noruega (UTC+1)

### Quinto lugar
| Fecha | Hora² | Partido¹ | Partido¹ | Partido¹ | Resultado |
| ----- | ----- | -------- | -------- | -------- | --------- |
| 26.01 | 13:00 | Noruega  | -        | Suecia   | 34-36     |

### Tercer lugar
| Fecha | Hora² | Partido¹ | Partido¹ | Partido¹ | Resultado |
| ----- | ----- | -------- | -------- | -------- | --------- |
| 27.01 | 13:30 | Alemania | -        | Francia  | 26-36     |

### Final
| Fecha | Hora² | Partido¹  | Partido¹ | Partido¹ | Resultado |
| ----- | ----- | --------- | -------- | -------- | --------- |
| 27.01 | 16:00 | Dinamarca | -        | Croacia  | 24-20     |

- (¹) -  En Lillehammer
- (²) -  Hora local de Noruega (UTC+1)

## Medallero
|           |         |         |
| Dinamarca | Croacia | Francia |

## Estadísticas

### Clasificación general
| 1. Dinamarca        |
| 2. Croacia          |
| 3. Francia          |
| 4. Alemania         |
| 5. Suecia           |
| 6. Noruega          |
| 7. Polonia          |
| 8. Hungría          |
| 9. España           |
| 10. Eslovenia       |
| 11. Islandia        |
| 12. Montenegro      |
| 13. Rusia           |
| 14. República Checa |
| 15. Bielorrusia     |
| 16. Eslovaquia      |

### Máximos goleadores
| Puesto | Nombre                  | País      | Goles |
| ------ | ----------------------- | --------- | ----- |
| 1      | Lars Christiansen       | Dinamarca | 44    |
| 1      | Ivano Balić             | Croacia   | 44    |
| 1      | Nikola Karabatić        | Francia   | 44    |
| 4      | Daniel Narcisse         | Francia   | 43    |
| 5      | Lasse Boesen            | Dinamarca | 41    |
| 5      | Kim Andersson           | Suecia    | 41    |
| 7      | Aleš Pajovič            | Eslovenia | 39    |
| 8      | Karol Bielecki          | Polonia   | 37    |
| 9      | Holger Glandorf         | Alemania  | 36    |
| 10     | Guðjón Valur Sigurðsson | Islandia  | 34    |

### Equipo ideal
| Jugador           | País      | Puesto            |
| ----------------- | --------- | ----------------- |
| Kasper Hvidt      | Dinamarca | Portero           |
| Lars Christiansen | Dinamarca | Extremo izquierdo |
| Daniel Narcisse   | Francia   | Lateral izquierdo |
| Ivano Balić       | Croacia   | Central           |
| Kim Andersson     | Suecia    | Lateral derecho   |
| Florian Kehrmann  | Alemania  | Extremo derecho   |
| Frank Loke        | Noruega   | Pivote            |

### Mejor jugador
| Nombre           | País    | Posición |
| ---------------- | ------- | -------- |
| Nikola Karabatić | Francia | Central  |

| Predecesor: Suiza 2006 | Campeonato Europeo de Balonmano VIII edición | Sucesor: Austria 2010 |

- Datos: Q560524
- Multimedia: 2008 European Men's Handball Championship / Q560524